# Pierre-François Duchesne
Pierre-François Duchesne (6 octobre 1743, Romans - 31 mars 1814, Grenoble) est un avocat et homme politique français.

## Biographie
Fils d'Antoine Duchesne et de Marie-Louise Enfantin, il devient un avocat estimé au Parlement de Grenoble et sera bâtonnier au moment de la Journée des Tuiles en 1788.
Il est l'un des rédacteurs chargés, le 12 avril 1790, d'élaborer le projet de serment qui devait être prêté à la fédération des gardes nationales de Grenoble, devient procureur syndic du district de Crest, et est élu, le 25 germinal an V, député de la Drôme au Conseil des Cinq-Cents.
Il soutient, le 15 thermidor, que les rentes foncières avaient été éteintes par la loi du 17 juillet 1793, combat, le 7 vendémiaire an VI, l'exclusion des anciens nobles de toutes les fonctions publiques, dépose un rapport, le 15 vendémiaire, sur les transactions opérées pendant la dépréciation du papier-monnaie, et parle, le 8 frimaire, en faveur de la successibilité des enfants naturels.
Il est élu secrétaire de l'Assemblée le 1er germinal et fait adopter le 18 germinal un projet réglant les formalités à suivre pour la présentation des effets négociables à longs tenues souscrits pendant la durée du papier-monnaie.
Il se montre dans un premier temps l'un des opposants les plus ardents au coup d'État du 18 brumaire, mais son opposition dura peu, puisque, le 4 nivôse au VIII, il est nommé membre du Tribunat. Dans cette assemblée, il fait une motion d'ordre contre la réouverture des sociétés politiques, est nommé président du Tribunat, combat les empiétements successifs du gouvernement consulaire, prononce un discours remarquable sur le projet de loi relatif à l'instruction publique, et reproche au gouvernement de maintenir les classes indigentes dans l'ignorance.
Lors de la proposition du consulat à vie, il est le seul, avec Carnot, à déposer un vote négatif, et il donne sa démission motivée sur l'illégalité du sénatus-consulte du 16 thermidor an X qui portait atteinte à la Constitution de l'an VIII.
Il revient au barreau de Grenoble, dont il devint bâtonnier, et est élu, par le collège électoral de la Drôme, candidat au Sénat conservateur, mais l'Empereur ne l'y fit point entrer.
Gendre de Jacques II Périer, il est le père de sainte Philippine Duchesne.

## Publications
- Le voyage de piété au mont Calvaire de Romans en Dauphiné

## Sources
- « Pierre-François Duchesne », dans Adolphe Robert et Gaston Cougny, Dictionnaire des parlementaires français, Edgar Bourloton, 1889-1891 [détail de l’édition]